# 查谟和克什米尔邦重组法
查谟和克什米尔邦重组法于2019年8月5日由时任印度内政部长阿米特·沙阿在印度议会上议院联邦院提出，于当天和次日分别在联邦院和下议院人民院通过。该法将查谟和克什米尔邦分割成查谟和克什米尔中央直辖区和拉达克中央直辖区。
该法出台前，依据印度宪法第370条规定签订的总统令宣布《印度宪法》全部条款适用于查谟和克什米尔，这样一来，印度议会便能制定法规，重新安排该邦的组织架构。2019年8月9日，由印度总统正式签署。根据政府的公报和声明，该法于同年10月31日生效。

## 详情
《查谟和克什米尔邦重组法》建议将查谟和克什米尔邦分割为查谟与克什米尔中央直辖区及拉达克中央直辖区，前者设有立法议会，拉达克由副邦长管理。拉达克中央直辖区包括现列城县和卡基尔县，其他县留在查谟和克什米尔。议院中先归属于查谟和克什米尔的六个议席中，一个分配给拉达克，另外五个留给查谟和克什米尔。查谟和克什米尔高等法院将改为两个中央直辖区的高等法院。
查谟和克什米尔中央直辖区依照《印度宪法》第239条规定执行管理。最初为本地治里制定的第239条A款，同样适用于查谟和克什米尔。中央直辖区由总统任命的副邦长管理，并设置107到114个议席的立法议会，每届任期五年。立法议会可以针对邦事务列表上的全部事务制定法律，除了联邦政府保留事项“公共秩序”和“警察”。
包括首席部长在内的部長聯盟理事會由副邦长从立法议会议员中任命，履行就立法议会管辖范围内事物向副邦长提建议的职责。此外，副邦长在其他事项上有自行决定的权利，同时也有权颁布效力与立法机关所立法律同等的条例。

## 立法过程
2019年8月5日，时任印度内政部长阿米特·沙阿在印度议会上议院联邦院提出该法案。法案出台前，依照宪法第370条规定颁布的总统令撤销了1954年的总统令，使宪法条款全部适用于查谟和克什米尔邦。1954年的法令是宪法第3条的附带条件，声明联邦不改变查谟和克什米尔邦的地区、名称和边界。撤销该条件为重组法案的出台铺平道路。
法案颁布前，联邦政府封锁克什米爾河谷，派遣大批安全部队进驻，强制实行禁止非法集会的宪法第144条，将软禁政治领导人。自2018年6月20日梅博巴·马夫蒂领导的邦政府辞职后，该邦由邦长和总统管治。

### 联邦院投票
法案的出台在联邦院造成混乱。查谟和克什米尔人民民主党的两位议员撕掉宪法的副本表示抗议，遭到停职。草根国大党的13位议员离场抗议，印度人民党执政联盟的人民党 (统一派)投下弃权票。
支持法案的有大众社会党、YSR大会党、泰卢固之乡党和普通人党。加上执政的全国民主联盟的107名议员，支持的议员总共有117名。最终，法案以125票支持比61票反对获得通过。

### 人民院投票
人民院投票表决当天，草根国大党和人民党 （统一派）离场抗议，印度国民大会党、民族主义国大党、印度社会党投反对票，印度人民党、湿婆军、胜利人民党、YSR大会党、特伦甘纳民族党、泰卢固之乡党、最高阿卡利党和大众社会党投支持票。最终，法案以370票支持比70票反对在人民院获得通过。

## 各方反应
印度取消查谟和克什米尔邦自治地位後，引發巴基斯坦強烈抗議。巴基斯坦总理伊姆兰·汗表示印度改变克什米尔邦的地位违反了联合国有关决议，呼吁国际社会干涉这场破坏地区稳定的危机。2019年8月7日，巴基斯坦决定降低与印度的外交关系级别、驅逐印度驻巴基斯坦高级专员（大使级）、中断双边贸易、禁止播映印度電影、中斷對印鐵路航空往來。巴基斯坦指控為非法行為且該命令下達後印度封锁了印控克什米尔84天，期間有軍警進入毆打驅趕支持巴國的群眾。之後10月30日巴基斯坦克什米尔事务部长阿里·阿明·甘达普尔發出首次官方的軍事聲明，表示萬一開戰，在克什米尔地区的领土争议问题上支持印度的国家也将面临导弹打击。
国际社会对待克什米尔争端的态度大致分为：支持、反对和沉默。在2019年8月5日印巴外交危机之后，美国特朗普政府明显地支持印度的主张和诉求，对巴基斯坦要求国际社会介入解决的呼声则不予理会。英国首相约翰逊表示克什米尔问题是印巴间的双边问题；法国声明印巴应在双边框架下解决分歧；俄罗斯指出“废除宪法370条款是印度政府的主权决定，是印度的内部事务，印巴可根据西姆拉和拉合尔协议来解决”。2019年8月16日，联合国安理会就克什米尔争端召开非正式闭门磋商会，印巴双方均宣称自己的主张得到了国际社会的支持。巴基斯坦政府认为联合国安理会召开闭门会议本身就是一个了不起的外交胜利，也有巴基斯坦人批评国际社会对印度的行动保持沉默，这说明巴基斯坦的外交是失败的。印度则认为联合国安理会在美国、法国等国家反对下没有形成明确的决议和结果，绝大多数联合国安理会成员均支持印度主张，即克什米尔是印巴双边问题，作为8月安理会轮值主席国的波兰也没有发表声明。大部分国家虽未明确表态支持巴基斯坦或印度的立场，不过鉴于印度首先废除了该地区的特殊地位，各国的沉默无疑等于支持印度。尤其是在美國對中國的戰略加剧的国际背景下，以美国为首的一批西方国家积极拉拢印度这个印太区域大国。除了中国反对印方这一举动、土耳其支持巴基斯坦的立场外，其他主要国家均主张印巴进行双边谈判。